# Ol-Anderstjärnen (Gåxsjö socken, Jämtland)
Ol-Anderstjärnen är en sjö i Strömsunds kommun i Jämtland och ingår i Indalsälvens huvudavrinningsområde. Sjön har en area på 0,0502 kvadratkilometer och ligger 323 meter över havet.

## Delavrinningsområde
Ol-Anderstjärnen ingår i det delavrinningsområde (707150-146522) som SMHI kallar för Ovan None. Medelhöjden är 327 meter över havet och ytan är 21,15 kvadratkilometer. Räknas de 99 avrinningsområdena uppströms in blir den ackumulerade arean 744,05 kvadratkilometer. Ammersån som avvattnar avrinningsområdet har biflödesordning 2, vilket innebär att vattnet flödar genom totalt 2 vattendrag innan det når havet efter 223 kilometer. Avrinningsområdet består mestadels av skog (50 procent) och sankmarker (44 procent). Avrinningsområdet har 0,05 kvadratkilometer vattenytor vilket ger det en sjöprocent på 0,2 procent.